# Nuoto di fondo ai campionati europei di nuoto 2022 - 5 km a squadre
La 5 km a squadre in acque libere ai campionati europei di nuoto 2022 si è svolta il 21 agosto 2022 al Lido di Ostia, in Italia.

## Medaglie
| Posizione | Atleti                                                                 | Paese    |
| --------- | ---------------------------------------------------------------------- | -------- |
| Oro       | Rachele Bruni Ginevra Taddeucci Gregorio Paltrinieri Domenico Acerenza | Italia   |
| Argento   | Réka Rohács Anna Olasz Dávid Betlehem Kristóf Rasovszky                | Ungheria |
| Bronzo    | Madelon Catteau Aurélie Muller Axel Reymond Logan Fontaine             | Francia  |

## Risultati
La gara ha avuto inizio alle 16:00 (UTC+1 ora locale).
| Class   | Nazione  | Tempo                                                                  |           |
| ------- | -------- | ---------------------------------------------------------------------- | --------- |
| Oro     | Italia   | Rachele Bruni Ginevra Taddeucci Gregorio Paltrinieri Domenico Acerenza | 59:43.1   |
| Argento | Ungheria | Réka Rohács Anna Olasz Dávid Betlehem Kristóf Rasovszky                | 59:53.9   |
| Bronzo  | Francia  | Madelon Catteau Aurélie Muller Axel Reymond Logan Fontaine             | 1:00:08.3 |
| 4       | Spagna   | María de Valdés Ángela Martínez Carlos Garach Guillem Pujol Belmont    | 1:00:24.6 |
| 5       | Germania | Lea Boy Leonie Beck Linus Schwedler Oliver Klemet                      | 1:00:43.8 |